# Jozef Mihálik
Jozef Mihálik (ur. 9 grudnia 1979 w Topolczanach) – słowacki hokeista.

## Kariera
- HC Topoľčany (1998–2000)
- MHC Martin (2001)
- HYC Herentals (2002–2003)
- HC Topolczany (2002–2003)
- HK Nitra (2003–2005)
- HK Levice (2005–2006)
- HK Nitra (2005–2007)
- MHK Dolný Kubín (2007–2008)
- HK Nitra (2007–2008)
- MHC Martin (2007–2008)
- Cracovia (2008–2009)
- HK Nitra (2009–2010)
- HC Sumperk (2009–2010)
- ŠHK 37 Piešťany (2009–2010)
- Naprzód Janów (2010–2011)[1]
- HC Topolczany (2011)
- DAB Dunaújváros (2011–2012)
- HC Topoľčany (2012)
- MsHK Žilina (2012–2013)
- DAB Dunaújváros (2013)
- Gorniak Rudnyj (2013)
- HC 46 Bardejov (2013-2014)
- Újpesti TE (2014-2016)
- HC Topoľčany (2016-2017)
- MHK Dubnica nad Váhom (2017-2018)
- HK 96 Nitra (2017-2018)
- HK Levice (2018-2020)
- MSK Ziar (2019/2020)
- HC Topoľčany (2019/2020)
- HK MSK Ziar nad Hronom (2021/2022)
- HK Levice (2021/2022)
- Dunaújvárosi Acélbikák (2022-)

Wychowanek HC Topoľčany. Od końca listopada 2012 zawodnik MsHK Žilina. Od końca stycznia 2013 roku ponownie w węgierskiej drużynie DAB Dunaújváros. W sierpniu 2013 został zawodnikiem kazachskiego klubu Gorniak Rudnyj (wraz z nim jego rodak, Tomáš Valečko). Od lipca 2014 do kwietnia 2016 zawodnik Újpesti TE. Od połowy 2016 ponownie zawodnik macierzystego klubu z Topolczan. W grudniu 2022 przeszedł do Dunaújvárosi Acélbikák.

## Sukcesy
Klubowe
- Złoty medal mistrzostw Polski: 2009 z Cracovią
- Złoty medal MOL Liga: 2013 z DAB Dunaújváros

Indywidualne
- MOL Liga (2012/2013)
  - Pierwsze miejsce w klasyfikacji asystentów w fazie play-off: 7 asyst
  - Trzecie miejsce w klasyfikacji kanadyjskiej w fazie play-off: 9 punktów